# (2.2.2)Kryptand
[2.2.2]Kryptand ist eine chemische Verbindung aus der Gruppe der Kryptand-Verbindungen.

## Gewinnung und Darstellung
Das Derivat Dibenzo[2.2.2]Kryptand kann durch eine mehrstufige Reaktion gewonnen werden. Dabei wird 1,2-Dibromethan und Kaliumcarbonat in Dimethylformamid zu 1,2-Bis(2-nitrophenoxy)ethan umgesetzt, das mit einem Katalysator zu einem Diamino-Derivat umgesetzt wird, das wiederum mit 3,6-Dioxaoctandioyldichlorid zu einem Lactam reagiert. Dieses wird mit Lithiumaluminiumhydrid zu einem Aza-Kronenether reduziert und im Folgenden mit 1,2-Ethylen-O,O-diglycolsäurechlorid und Diboran zu [2.2.2]Kryptand umgesetzt.

## Eigenschaften
[2.2.2]Kryptand ist ein weißer Feststoff, der in der Lage ist mit Metallkationen Komplexe (sogenannte Kryptate) zu bilden. Im Gegensatz zu den meisten anderen Komplexbildnern bilden die bicyclischen Aminopolyether auch mit Alkali- und Erdalkalimetallionen stabile Komplexe.

## Verwendung
Es wird in der Nuklearmedizin zur Synthese spezieller Verbindungen (z. B. [18F]-Fluordesoxyglucose) eingesetzt.

## Externe Links zu erwähnten Verbindungen
1. ↑  Externe Identifikatoren von bzw. Datenbank-Links zu Dibenzo[2.2.2]Kryptand:  CAS-Nr.: 1030385-56-8, PubChem: 89973805, Wikidata: Q131323638.
2. ↑  Externe Identifikatoren von bzw. Datenbank-Links zu 3,6-Dioxaoctandioyldichlorid:  CAS-Nr.: 31255-09-1, PubChem: 11106745, ChemSpider: 9281881, Wikidata: Q82277406.